# Waldkirch, Sankt Gallen
Waldkirch är en ort och kommun i distriktet Sankt Gallen i kantonen Sankt Gallen, Schweiz. Kommunen har 3 544 invånare (2023).
I kommunen finns även orten Bernhardzell. 